# Microrégion de Piedade
La microrégion de Piedade est l'une des quatre microrégions qui subdivisent la mésorégion macro métropolitaine de l'État de São Paulo au Brésil.
Elle comporte cinq municipalités qui regroupaient 184 187 habitants en 2008 pour une superficie totale de 4 173 km2.

## Municipalités[1]
- Ibiúna
- Piedade
- Pilar do Sul
- São Miguel Arcanjo
- Tapiraí